# Фашинал-ду-Сотурну
Фашинал-ду-Сотурну (порт. Faxinal do Soturno) — муниципалитет в Бразилии, входит в штат Риу-Гранди-ду-Сул. Составная часть мезорегиона Западно-центральная часть штата Риу-Гранди-ду-Сул. Входит в экономико-статистический микрорегион Рестинга-Сека. Население составляет 7002 человека на 2006 год. Занимает площадь 169,945 км². Плотность населения — 41,2 чел./км².

## История
Город основан 2 декабря 1959 года.

## Статистика
- Валовой внутренний продукт на 2003 составляет 58.076.647,00 реалов (данные: Бразильский институт географии и статистики).
- Валовой внутренний продукт на душу населения на 2003 составляет 8.382,89 реалов (данные: Бразильский институт географии и статистики).
- Индекс развития человеческого потенциала на 2000 составляет 0,793 (данные: Программа развития ООН).

## География
Климат местности: субтропический гумидный.